# Ronneburger Hügelland
Das Ronneburger Hügelland ist die südwestliche Abdachung des Büdinger Waldes zur Wetterau nordöstlich Hanaus in Hessen. Es ist nach der Burg Ronneburg benannt. 

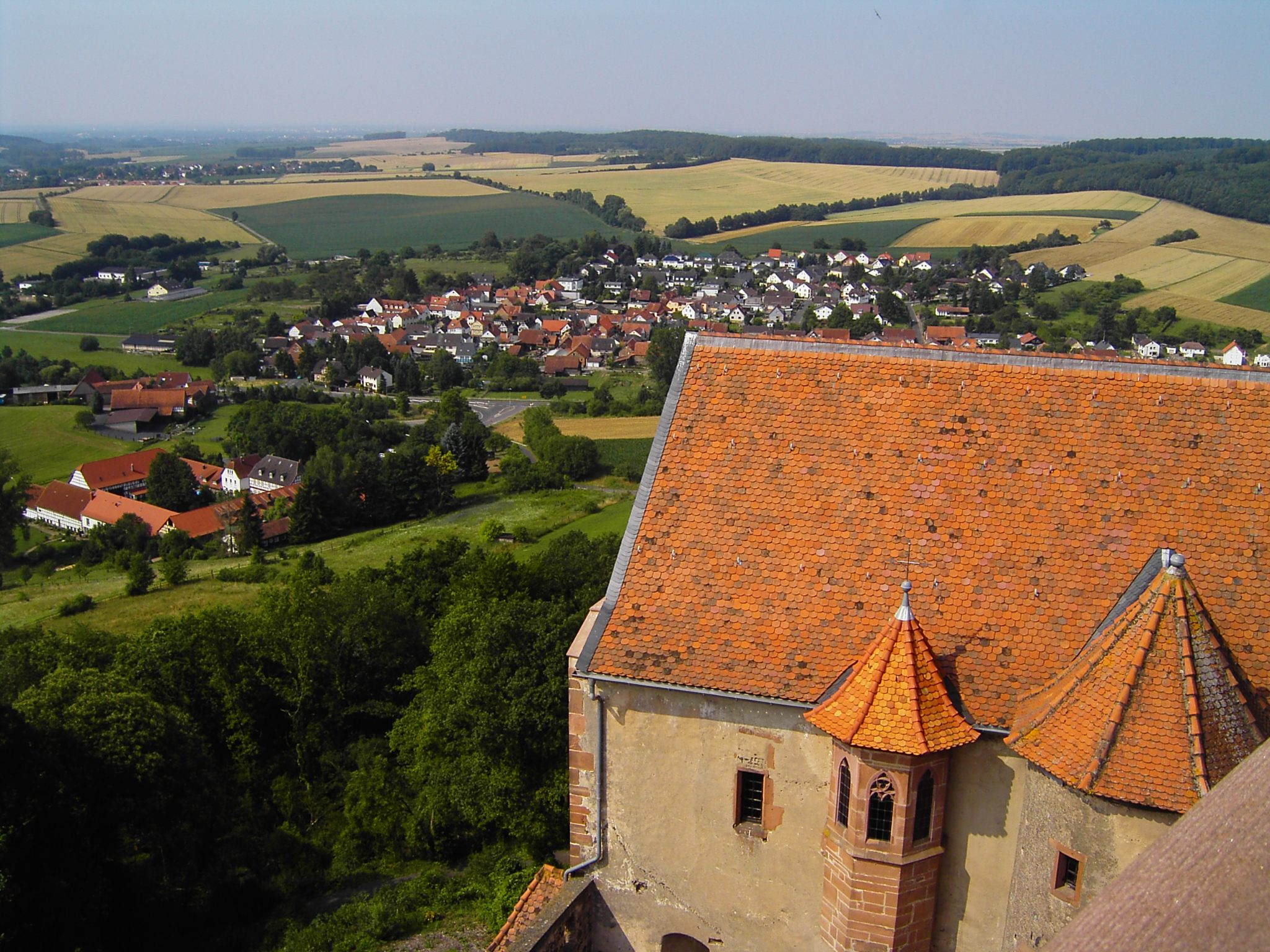
Blick von der Ronneburg Richtung Frankfurt (SW). In der Bildmitte Altwiedermus, rechts im Bild der bewaldete Marköbeler Bergrücken.

Der Landschaftsname wurde in den 1950er Jahren durch das Handbuch der naturräumlichen Gliederung Deutschlands geprägt, welches zwischen dem eigentlichen Ronneburger Hügelland (im engeren Sinne) und jenem in erweitertem Sinne unterschied. Das Zweitgenannte bezeichnete dort ein etwas größeres, die Kinzig nach Südosten überschreitendes Gebiet, das naturräumlich eine Haupteinheit darstellt. In Nachfolgepublikationen (Blatt Frankfurt 1967, Die Naturräume Hessens 1988) wurde der Begriff jedoch auf den rechts der Kinzig gelegenen Teil beschränkt und die Gesamtlandschaft in Büdingen-Meerholzer Bergfußland bzw. Büdingen-Meerholzer Hügelland umbenannt. Dieser Begriff hat sich indes bislang kaum etabliert, und mit Ronneburger Hügelland wird auch heute noch oftmals die etwas größere Gesamtlandschaft bezeichnet.

## Geographie

### Lage und Grenzen
Das Ronneburger Hügelland wird im Nordwesten von der Nidder zwischen Glauberg (N) und Windecken (W) flankiert, das Ronneburger Hügelland im engeren Sinne im Süden bis Südosten von der Kinzig zwischen Gelnhausen (SE) und Rückingen (S). Zentral an der nordöstlichen Nahtstelle zum Büdinger Wald liegt Büdingen, Burg Ronneburg liegt knapp östlich des Zentrums.
Südlich der Kinzig schließt sich zwischen Gelnhausen und Rückingen sowie Alzenau das Nordwestliche Spessart-Vorland an, das die Hügellandschaft fortsetzt.

### Naturräumliche Gliederung
Das Ronneburger Hügelland gliedert sich naturräumlich wie folgt (Flächenangaben nach Klausing 1988):
- (zu 20–23 Oberrheinisches Tiefland)
  - (zu 23 Rhein-Main-Tiefland)
    - 233 Büdingen-Meerholzer Hügelland[4] (=Ronneburger Hügelland im erweiterten Sinne[5]; 323,88 km²)
      - 233.0 Ronneburger Hügelland (im engeren Sinne; 219,02 km²)
        - 233.00 Ronneburger Bergrücken (152,25 km²)
        - 233.01 Ronneburger Hochfläche (66,77 km²)

      - 233.1 Gelnhäuser[6] Kinzigtal (31,91 km²)
      - 233.2 Nordwestliches Spessartvorland[7] (72,95 km²)
        - 233.20 Meerholzer Hügelland[8] (41,74 km²)
        - 233.21 Oberrodenbacher Hügelland (28,38 km²)
        - 233.22 Hahnenkammvorland (2,83 km²)

Etwa 13,80 km² der Einheiten 233.21 und 233.22 liegen zusätzlich in Bayern.

### Landschaft
Der östliche Rand der Wetterau wird heute aufgrund der ertragreichen Lössböden vorwiegend landwirtschaftlich genutzt. Das Ronneburger Hügelland erscheint wie die westlich gelegene Heldenbergener Wetterau als flachwellige Landschaft, die zum Vogelsberg leicht ansteigt. Dort reduziert sich die Lössdecke auf die Talmulden. Die Höhen stellen vielfach Reste einer basaltischen Decke dar. In den Flusstälern von Nidder, Krebsbach, Fallbach und Gründau stehen Rotliegendsedimente (Ton- und Sandstein) an, die zum Vogelsberg hin von der zunehmend geschlossener werdenden Basaltdecke überlagert werden.
Im Süden wird die naturräumliche Einheit vom Kinzigtal begrenzt. Im Nordosten schließt sich der Buntsandsteinblock des Büdinger Waldes an, der zwischen Vogelsberg und Ronneburger Hügelland weit nach Westen ausgreift.
Der flachwellige, westliche Teil weist Höhen zwischen 160 und 190 m auf. Nach Osten steigt das Gelände auf bis zu 260 m an. Hier geht die Ronneburger Hochfläche in ein bewegteres Relief über. Geprägt ist dieses durch mehrere SW-NO verlaufende Bergrücken (unter anderem Himbacher Bergrücken, Marköbeler Bergrücken, Ronneburger Wald). Sie sind meist bewaldet und stellen zungenförmig zerlegte Reste der Basaltdecke des südlichen Vogelsbergs dar.

Landschaftsbild bei Altwiedermus (links) und Neuwiedermuß (rechts) mit der Burg Ronneburg links der Bildmitte. Rechts der Burg der Steinkopf im Ronneburger Wald. Hinter Altwiedermus Teile des Marköbeler Bergrückens.
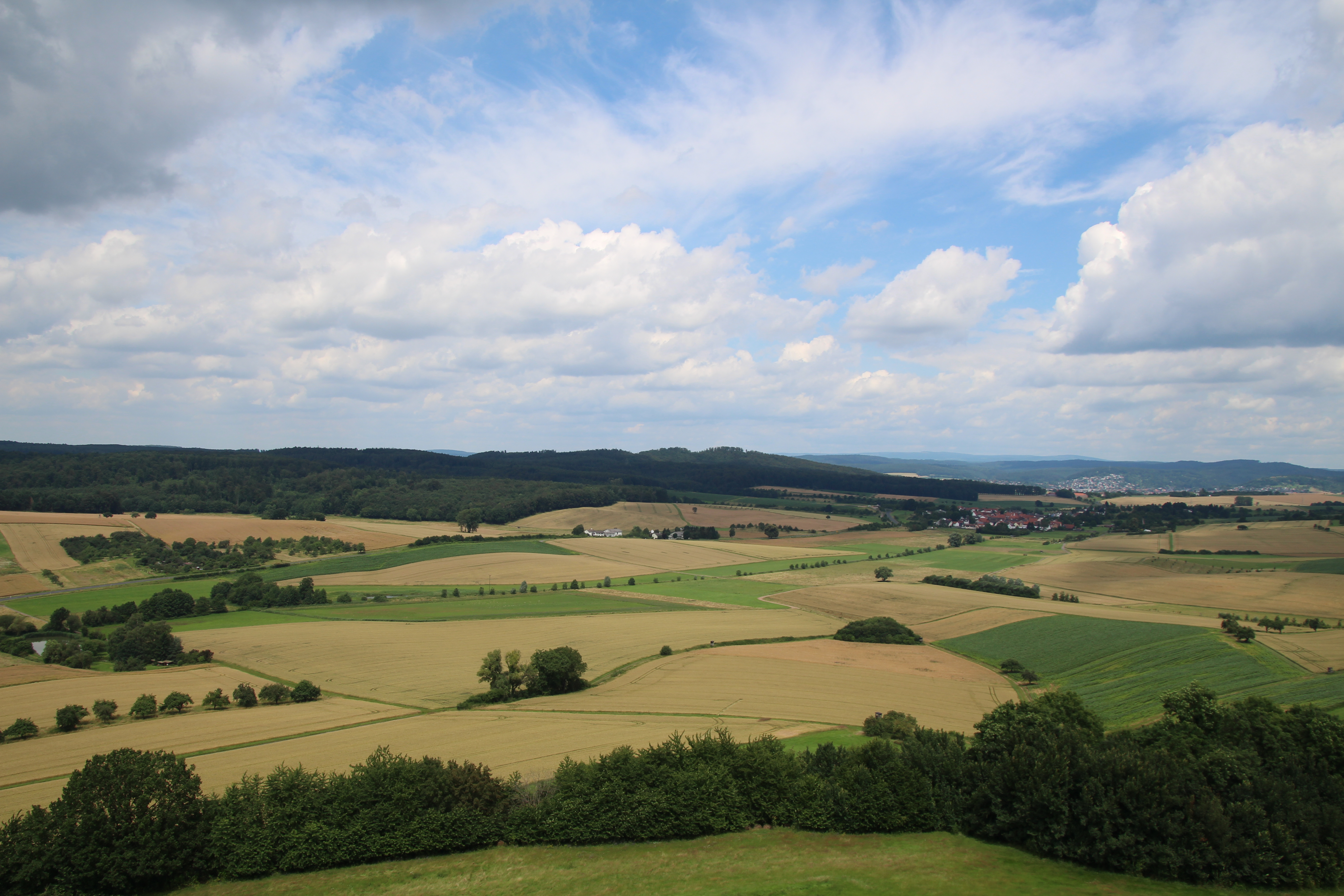
Blick vom Bergfried der Ronneburg etwa nach Norden, rechts hinten Büdingen, davor Diebach am Haag und links (bewaldet) der nördliche Teil des Marköbeler Bergrückens mit der Burgruine Hardeck (nicht sichtbar).

### Flüsse und Bergrücken
Das Ronneburger Hügelland wird durch von Nordosten nach Südwesten verlaufende Flusstäler in einzelne Segmente zerschnitten:
- Nidder (Nordwestgrenze)
  - Glauberg (276 m)
- Seemenbach
  - Himbacher Bergrücken (bis 254 m)
- Krebsbach
  - Marköbeler Bergrücken (Burgruine Hardeck im Nordosten: 296 m)
- Fallbach
  - Ronneburger Wald (am Steinkopf 269 m)
- Gründau
  - Weinbergrücken bei Langenselbold (200 m)
- Kinzig (Südsüdostgrenze)

Nidder und Seemenbach kommen aus dem Hohen Vogelsberg und entwässern zur Nidda. Ihre Täler sind bereits im Büdinger Wald tief eingekerbt, was auch auf die Gründau, die am Südrand des Unteren Vogelsberg entspringt, zutrifft. Dem gegenüber liegen die Quellen von Krebs- und Fallbach im Hügelland selber.
Im durch das tiefe Muldental der Kinzig (Quelle im nördlichen Spessart) deutlich abgetrennten nordwestlichen Spessartvorland finden sich keine weiteren variszischen Täler, sieht man vom Unterlauf der Kahl bei Alzenau im äußersten Süden ab, das dort eine Trennlinie zwischen Oberrodenbacher Hügelland und Hahnenkammvorland bildet. Vielmehr verlaufen die kurzen Bäche hercynisch, d. h. in Richtung Nordwesten. Erwähnenswert sind hier vor allem der Rodenbach, der Hasselbach und der unmittelbar nordöstlich parallele Birkigsbach. Entlang des Zweitgenannten verläuft die Grenze vom Oberrodenbacher (Westen, am Altenmarkskopf 269 m) zum Meerholzer (am Rauenberg 280 m) Hügelland.

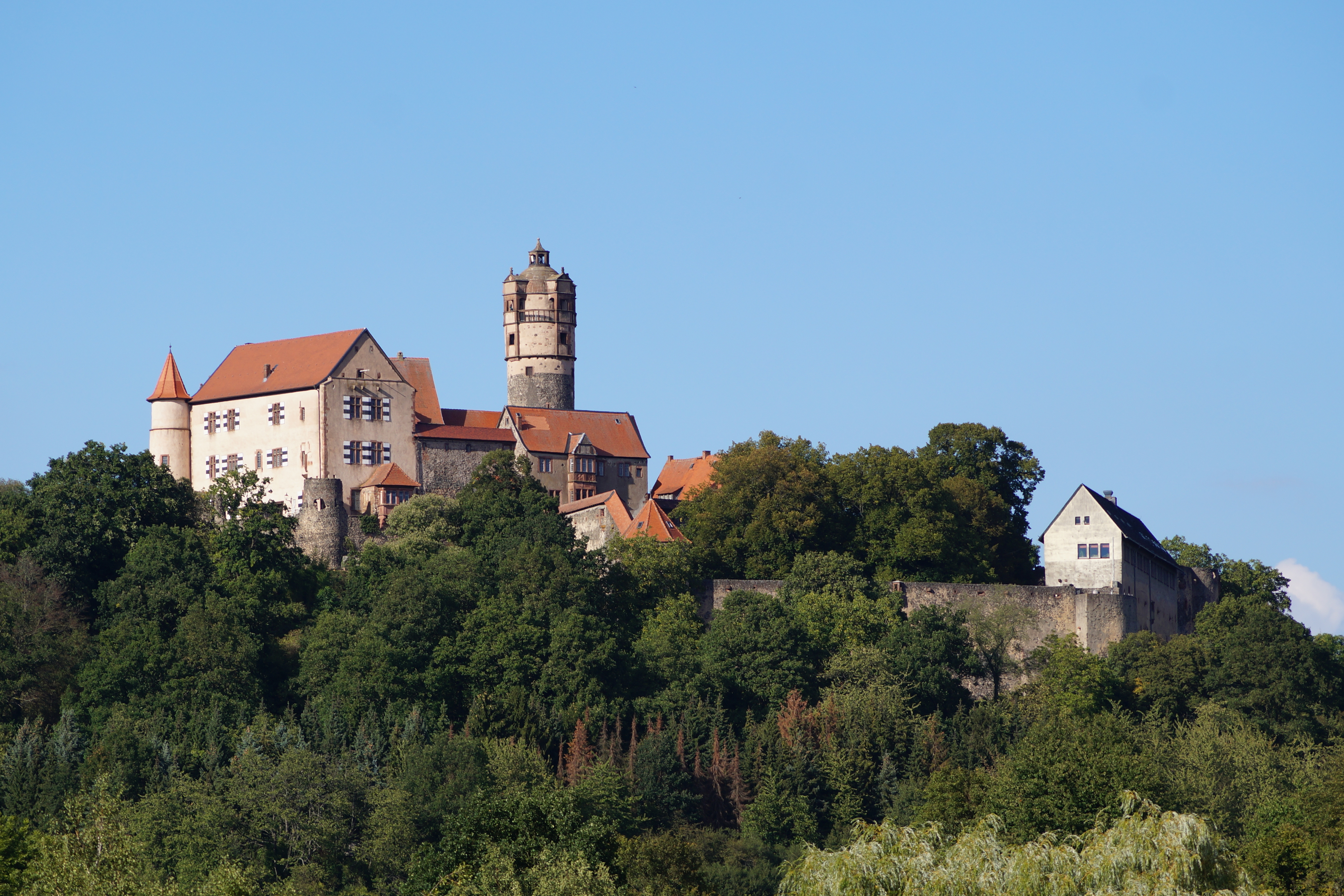
Die namensgebende Burg Ronneburg

## Geschichte
Durch das Ronneburger Hügelland verläuft der östliche Abschnitt des Wetterau-Limes als Teil des Obergermanisch-Raetischen Limes mit den Kastellen Altenstadt, Marköbel und Rückingen. Der Limes schloss die fruchtbaren Gebiete der Wetterau mit ein und verlief dabei in annähernd genauer Nord-Süd-Richtung durch den Naturraum.
Benannt wurde die Landschaft nach der Burg Ronneburg, die sich auf einem markanten Basaltkegel oberhalb des Fallbachtales befindet und weithin sichtbar ist.